# Comté de Stephens (Géorgie)
Pour les articles homonymes, voir Comté de Stephens.
Le comté de Stephens est un comté situé au nord de l'État de Géorgie aux États-Unis. Le siège du comté est Toccoa. Selon le recensement de 2000, sa population est de 25 435 habitants. En 2005 la population est estimée à 25 060 habitants. Le comté a été fondé en 1905 et doit son nom à Alexander Stephens, vice-président des États confédérés d'Amérique durant la guerre de Sécession. 

## Démographie
| 1910  | 1920   | 1930   | 1940   | 1950   | 1960   |
| ----- | ------ | ------ | ------ | ------ | ------ |
| 9 728 | 11 215 | 11 740 | 12 972 | 16 647 | 18 391 |

| 1970   | 1980   | 1990   | 2000   | 2010   | - |
| ------ | ------ | ------ | ------ | ------ | - |
| 20 331 | 21 763 | 23 257 | 25 435 | 26 175 | - |

## Comtés adjacents
- Comté d'Oconee, Caroline du Sud (nord)
- Comté de Franklin (sud)
- Comté de Banks (sud-ouest)
- Comté de Habersham (ouest)

## Principales villes
- Avalon
- Martin
- Toccoa